# 洪马尼
洪马尼（高棉语：ហ៊ុន ម៉ានី，1982年11月27日—），亦译为洪玛尼，柬埔寨政治人物，有华人血统，目前是柬埔寨磅士卑省国会议员兼柬埔寨青年联合会主席。2023年8月於其長兄洪瑪奈內閣中出任民政事務部部長一職。他是現任柬埔寨參議院院長、前任柬埔寨總理洪森亲王与夫人文拉妮的四子。

## 荣誉

### 外国勋章奖章
- 莲花士勋章（印度，2018年1月公布[1]）